# Brian Ruaidh Ó Briain
Brian Ruadh mac Conchobair Ó Briain, anglicisé en  Brian O'Brien (mort le 11 mai 1277), a été roi de Thomond de 1268 à 1277.

## Origine
Brian Ruadh Ó Briain est le fils cadet de Conchobhar Ó Briain et de son épouse Mór, issue de la famille des Mac Con Mara. Il succède à son père en 1268, sans opposition selon le « Caithréim Thoirdhealbhaigh » c'est-à-dire « Le triomphe de Toirdelbach », un ouvrage composé au milieu du XIVe siècle afin de soutenir les prétentions au trône de Thomond des descendants du frère aîné de Brian, Tadg Cael Uisce (†  1259).

## Roi de Thomond
À cette époque le royaume de Thomond est un État très menacé et la situation empire encore en 1270 lorsque 
Brian Ó Briain décide d'attaquer les établissements anglo-normands voisins  de la famille de Clare au nord du Shannon, autour de Clare et du château de Bunratty.En 1270 il prend le château de Clare. À la même époque plus au nord, Áed mac Felim Ua Conchobair le roi de Connacht fait reculer de manière significative la famille de Bourg qui s'était implantée dans ses domaines.
Les Anglo-Normands prennent des tentatives au cours des années suivantes pour reprendre du terrain et obtiennent des otages de Brian Ó Briain, mais la situation est évidemment instable et la nécessité d'un pouvoir central anglais fort apparaît inévitable. Le 26 janvier 1276 Thomas de Clare († 1287), frère de Gilbert de Clare comte de Gloucester et un ami proche d'Édouard Ier d'Angleterre, se voit attribuer l'ensemble du Thomond. Thomas était également un proche des Fitzgerald, car il avait épousé  la fille de Maurice FitzMaurice  Fitzgerald « Justicier d'Irlande » († 1286).
En 1275 Sioda mac Neill mac Conmara, qui avait proclamé roi Brian Ruadh Ó Briain, s'élève contre lui et prend le parti de son neveu Thoirdelbach mac Taigd Cael Uisce. Leurs forces expulsent Brian de sa forteresse de Clonroad et l'obligent à fuir au-delà du Shannon avec son fils Donnchad et ses autres fidèles. À la recherche d'alliés Brian se tourne vers Thomas de Clare. Par cet acte, il est à l'origine de la rivalité entre Fitzgerald et la famille de Bourg, car peu de temps avant Toirdelbach s'était lui-même allié avec les de Bourg du Connacht.  
Brian Ó Briain semble avoir concédé un important domaine foncier aux de Clare pour rétribuer leur aide ; « toutes les terres entre Limerick et Athsolus » selon le Caithréim. Après un combat à Limerick, les forces des alliés prennent Clonroad, dont Toirdelbach est absent. Rassemblant toutes ses forces, Brian continue son avance jusqu'à Quin dans ce qui est maintenant le comté de Clare. Les adversaires se rencontrent de nouveau à Moygressan en 1277, où Brian et ses alliés  sont défaits par Toirdelbach après une longue bataille. Ensuite les forces de Brian et des siens refluent jusqu'au château de Bunratty la nouvelle forteresse des de Clare.

## Exécution
Les événements qui surviennent alors demeurent obscurs. Selon le Caithréim, l'épouse de Clare furieuse de la mort de son frère Patrick tué au combat de Moygressan, exige l'exécution de Brian Ó Briain. Alors que son beau-père, Maurice FitzMaurice, 3e seigneur d'Offaly,  est également présent, Thomas de Clare accepte et exécute Brian le 11 mai 1277. Le Caithréim dit qu'il a été pendu à un gibet. 
La version des Annales d'Ulster qui avancent qu'il a été écartelé entre des chevaux, semble peu probable Elle n'apparaît pour la première fois que dans la « Remontrance » des Uí Néill au pape Jean XXII à l'époque d'Édouard Bruce et elle aurait presque certainement été utilisée par l'auteur du « Caithréim », s'il en avait eu connaissance, car le but principal de son ouvrage était de démontrer la perfidie des de Clare et la folie de Brian Ruadh. Les annales d'Inisfallen source plus fiable qui indiquent la date précise de l'évènement, ne donnent pas non plus cette version, mais précisent que l'exécution a eu lieu avec la complicité de certains des capitaines de Brian.

## Succession
Bien que les trois fils de Brian Ó Briain,  Donnchad,  Domnall et Toirdelbach Óg († 1305), dirigés par leur aîné, Donnchad mac Briain Ó Briain, prennent leur revanche l'année suivante en attaquant les Clare à Quin, ils ne peuvent toutefois pas se passer longtemps du soutien des de Clare. L'alliance est bientôt renouvelée et la guerre civile se poursuit contre Toirdelbach. 
En 1281, un accord est conclu entre les deux factions, mais Donnchad est tué en 1284 et le conflit reprend bientôt jusqu'à 1350, quand Diarmaid mac Toirdelbach, triomphe enfin. La guerre a de graves conséquences à long terme sur les pouvoirs de la région, tant gaéliques qu'anglais, mais les vrais perdants in fine sont les de Clare, dont la puissance a été minée par la maison de Bourg à tel point que lorsque le différend est définitivement réglé, les Uí Briain sont en mesure d'expulser les deux familles du Thomond.

## Postérité
Brian Ruadh Ó Briain laisse trois fils
- Donnchad mac Briain Ó Briain († 1284), roi de Thomond en 1277, père de Diarmait Cléirech Ó Briain († 1313), roi de Thomond entre 1311 et 1313.
- Domnall père de Donnchad mac Domnaill Ó Briain roi de Thomond 1313 à 1316 († 1317)  & Brian Bán mac Domnaill Ó Briain roi de Thomond de 1343 à 1350.
- Toirdelbach Óg († 1305).

Sa fille:
- Finola Ó Briain épouse Guillaume de Bourg, dit le Gris.